# 3-я линия 2-й половины
3-я линия 2-й половины — улица в Приморском районе Санкт-Петербурга. Проходит от Главной улицы в тупик за Репищеву улицу.

## История
Улица расположена в историческом районе Коломяги. В Коломягах принято разделение одноимённых улиц на «1-ю» и «2-ю» или же с уточнением «1-й половины» и «2-й половины». Это свидетельство о наследственном разделе бывшей деревни в 1823 году, причём граница прошла по Безымянному ручью. Обе 3-и линии сохранили своё прежнее название; 1-е линии Коломяг 1-й и 2-й половины стали 1-й и 2-й Никитинскими, а 2-е — Алексеевскими улицами; обе 3-и линии проходят параллельно им.

## Транспорт
Ближайшие к 3-й линии 2-й половины станции метро — «Удельная» и «Пионерская» 2-й (Московско-Петроградской) линии.

## Примечательные здания
- № 2 — дом Н. Н. Граббе, датируется примерно 1901—1909 годами. Николай Николаевич Граббе был внуком генерала Павла Граббе. При Николае Граббе на участке был построен двухэтажный кирпичный дом с башенкой и высокой шатровой кровлей[1].

## Пересечения
- Главная улица
- Репищева улица